# Liski
Liski  (ucraniano: Ліски) es una localidad del Raión de Izmail en el Óblast de Odesa de Ucrania. Según el censo de 2001, tiene una población de 1931 habitantes.